# Christopher Coppola
Pour les articles homonymes, voir Coppola.
Christopher Coppola est un réalisateur, producteur, scénariste et acteur américain, né le 25 janvier 1962 dans le comté de Los Angeles, Californie.

## Biographie
Christopher Coppola est le frère de Nicolas Cage et de Marc Coppola (en), et neveu de Francis Ford Coppola.
Il est marié à Adrienne Stout, dont il a deux fils : Bailey (né en 1997) et Dexter (né en 2009).

## Filmographie

### Réalisateur
- 1988 : Dracula's Widow (en)
- 1993 : Gunfight at Red Dog Corral
- 1993 : Deadfall
- 1995 : America's Most Wanted (Série télévisée - 1 épisode)
- 1996 : Bone Chillers (Série télévisée - 7 épisodes)
- 1996 : Les Aventures fantastiques d'Allen Strange (The Journey of Allen Strange) (Série télévisée - épisode Baby on Board)
- 1998 : Gunfighter
- 1998 : Clockmaker
- 1999 : Palmer's Pick Up
- 2000 : Bel Air
- 2000 : I Survived! (Série télévisée - épisode North Hollywood Shootout)
- 2000 : G-Men from Hell
- 2000-2002 : La Double Vie d'Eddie McDowd (100 Deeds for Eddie McDowd) (Série télévisée - 5 épisodes)
- 2004 : The Creature of the Sunny Side Up Trailer Park (en)

### Producteur
P = producteur PD = Producteur délégué
- 1993 : Deadfall de Christopher Coppola (P)
- 1999 : Palmer's Pick Up de Christopher Coppola (PD)
- 2000 : Bel Air de Christopher Coppola (PD)
- 2004 : The Creature of the Sunny Side Up Trailer Park (en) de Christopher Coppola (P)
- 2005 : White Nights d'Alain Silver (PD)

### Scénariste
- 1988 : Dracula's Widow de Christopher Coppola
- 1993 : Deadfall de Christopher Coppola
- 1998 : Gunfighter de Christopher Coppola
- 1999 : Palmer's Pick Up de Christopher Coppola

### Acteur
- 1994 : The Cage of Nicholas de George Kuchar
- 1998 : Gunfighter de Christopher Coppola : Bandido
- 2002 : Power Rangers : Force animale (Série télévisée - 1 épisode) : Joker
- 2008 : Far Cry d'Uwe Boll
- 2017 : Arsenal de Steven C. Miller : Buddy King